# Crash i Bernstein
Crash i Bernstein (Crash & Bernstein) – amerykański sitcom produkcji Disney XD. Produkcja rozpoczęła się w maju 2012. Serial jest połączeniem akcji, humoru i teatru dla lalek.
15 kwietnia 2013 roku serial dostał zamówienie na drugi sezon.

## Fabuła
Akcja toczy się wokół 12-letniego Wyatta Bernsteina, który mieszka z matką i 3 siostrami. W swe urodziny wybiera się do sklepu z lalkami. Po podaniu opisu wymarzonego brata otrzymuje Crasha – lalkę, która nagle ożywa.

## Postacie
- Wyatt Bernstein – 12 letni chłopiec, który mieszka z mamą i trzema siostrami – Jasmine, Amandą i Cleo, z którą dzieli pokój. Jego życie zmienia się, gdy w jego urodziny ożywa lalka, której daje imię Crash i która wywraca jego życie do góry nogami. Boi się robaków. Ma kumpla Pesto. Uważa Crasha za brata oraz najlepszego przyjaciela.
- Crash – fioletowa lalka, która ożywa w urodziny Wyatta i wywraca jego życie do góry nogami. Najpierw nielubiany, po krótkim czasie staje się częścią rodziny Bernsteinów. Boi się wąsów i zarazków. Zakochany jest w lalce Jasmine – Księżniczce, przez krótki czas w Loli, oraz czasami flirtuje z Mel. Ma kompleksy na punkcie wzrostu. Jest rozrzutny oraz jest nałogowym złodziejem. Kocha hiszpańskie telenowele. Nie jest najmądrzejszy, nie przeżyje dnia bez internetu, lubi się wygłupiać i wszystko niszczyć. Nie lubi pana Poulosa, Jasmine, Amandy, Pesto i Cleo.
- Pesto – najlepszy przyjaciel Wyatta. Jego rodzice posiadają klub z automatami do gier. Jest zakochany w Amandzie.
- Cleo – jedna z sióstr Wyatta, która dzieli z nim pokój i posiada własną firmę, która nazywa się tak jak ona – czyli „Cleo”. Jest młodsza od Wyatta.
- Pan Poulos – niski mężczyzna, pracuje jako hydraulik i gość od napraw. Wszędzie nosi słoik przekleństw. Ma na imię Marty.
- Amanda Bernstein – starsza siostra Wyatta. Wie, że podoba się Pesto.
- Mel Bernstein – mama Wyatta, Cleo, Jasmine i Amandy. Na początku nie lubiła Crasha i nie przyzwyczajała się, że mówi, jednak z czasem do tego przywykła.
- Jasmine Bernstein – najmłodsza siostra Wyatta. Bardzo jej się nie podoba, że Crash kocha jej lalkę.

## Obsada

### Główna
- Tim Lagasse jako Crash
- Cole Jensen jako Wyatt Bernstein
- Landry Bender jako Cleo Bernstein
- Oana Gregory jako Amanda Bernstein
- Aaron R. Landon jako Pesto

### Drugoplanowa
- Mary Birdsong jako Mel Bernstein
- Mckenna Grace jako Jasmine Bernstein
- Curtis Harris jako Scottie
- Danny Woodburn jako Pan Poulos

## Odcinki
| Seria | Seria | Odcinki | Oryginalna emisja   | Oryginalna emisja | Oryginalna emisja | Oryginalna emisja |
| Seria | Seria | Odcinki | Premiera serii      | Finał serii       | Premiera serii    | Finał serii       |
| ----- | ----- | ------- | ------------------- | ----------------- | ----------------- | ----------------- |
|       | 1     | 26      | 8 października 2012 | 9 września 2013   | 11 lutego 2013    | 29 listopada 2013 |
|       | 2     | 13      | 7 października 2013 | 11 sierpnia 2014  | 8 lutego 2014     | 21 września 2014  |

### Seria 1: 2012–13
| 1 | Crash ląduje Crash Lands                           | Bruce Leddy       | Eric Friedman                 | 8 października 2012  | 11 lutego 2013       | 101 |
| Wyatt obchodzi swoje 13 urodziny, więc siostry zabierają go do fabryki zabawek. Tam on tworzy własną lalkę i nazywa go Crash. Crash niespodziewanie w domu ożywa i zaprzyjaźnia się z Wyattem. Przyjaciel Wyatta – Pesto, Siostry – Amanda, Cleo i Jasmine oraz matka Mel nie lubią Crasha więc szukają różnych sposobów by Crash zniknął. |                                                    |                   |                               |                      |                      |     |
| 2 | Cykor Crash Scaredy Crash                          | Robbie Countryman | T. Sean Shannon               | 15 października 2012 | 11 lutego 2013       | 104 |
| Wyatt nie chce iść do szkoły, gdyż jest tam wystawa robaków. Wyatt nie cierpi robaków po doświadczeniu z dzieciństwa. Postanawia za wszelką cenę uniknąć tego. Crash chce go wyleczyć ze strachu, więc przynosi do domu skorpiona. Skorpion gryzie Crasha, więc Wyatt zabiera go do lekarza. Tam Crash zaczyna się bać wąsów. Przyjaciele nawzajem próbują się wyleczyć ze swoich strachów. Tymczasem Amanda idzie na horror do kina, na który Mel nie pozwoliła jej iść. Cleo dowiaduje się o tym, gdy Amanda zaczyna się wszystkiego bać. Cleo chce nastraszyć siostrę. |                                                    |                   |                               |                      |                      |     |
| 3 | Trener Crash Coach Crash                           | Bruce Leddy       | Jim Armogida Steve Armogida   | 22 października 2012 | 18 lutego 2013       | 102 |
| Przez Crasha odchodzi szkolny trener koszykówki, który trenuje drużynę Wyatta i Pesto. Crash podejmuje pracę trenera jednak gracze nie są zachwyceni, gdyż Crash na wszystkich się drze. Tymczasem Cleo zatrudnia Amandę jako modelkę. |                                                    |                   |                               |                      |                      |     |
| 4 | Edukacja Crasha Educating Crash                    | Bruce Leddy       | Mike Larsen                   | 29 października 2012 | 29 listopada 2013    | 103 |
| 5 | Party Crasher                                      | Robbie Countryman | Ryan Levin                    | 5 listopada 2012     | 25 lutego 2013       | 105 |
| Amanda jest zakochana w nowopoznanym chłopaku. Chłopak zaprasza ją na imprezę. Pesto, Crash i Wyatt chcą zrobić na nim dobre wrażenie by chłopak zaprosił ich na imprezę. Tymczasem Cleo urządza w domu siłownię. |                                                    |                   |                               |                      |                      |     |
| 6 | Sami w domu Home Alone... With Crash               | Bruce Leddy       | David Nichols                 | 12 listopada 2012    | 4 marca 2013         | 106 |
| Wyatt chce udowodnić Mel, że jest na tyle odpowiedzialny, że on i Crash mogą jechać na wycieczkę. Wyatt prosi Mel by zostawiła ich samych w domu. Mel stawia warunek, że Amanda będzie ich pilnować. W trakcie pilnowania Amanda wychodzi. Pan Poulos często do nich zagląda, więc Wyatt, Cleo, Jasmine i Crash chcą ukryć przed nim, że Amanda wyszła. Nieobecni: Aaron Landon jako Pesto |                                                    |                   |                               |                      |                      |     |
| 7 | Crash i motocykle Motorcycle Crash                 | Bruce Leddy       | Eric Friedman                 | 26 listopada 2012    | 11 marca 2013        | 107 |
| Wyatt, Pesto i Crash grają w karty, jednak Crash oszukuje. Pesto jest zły. Pesto i Crash każą Wyattowi nie przyjaźnić się z tym drugim. Wyatt chce ich pogodzić. Udaje mu się to, jednak Pesto i Crash spędzają dużo czasu unikając Wyatta. Startują nawet w konkursie, w którym mieli startować Pesto i Wyatt. |                                                    |                   |                               |                      |                      |     |
| 8 | Tajniak Crash Undercover Crash                     | Rich Correll      | Ryan Levin                    | 14 stycznia 2013     | 18 marca 2013        | 109 |
| Crash oddaje staruszce cenną rzecz. Okazuje się, że staruszka to regularny oszust. Crash i Wyatt postanawiają złapać staruszkę i oddać ją w ręce policji. Tymczasem Amanda i Cleo walczą o Pesto, gdyż ten ma pracować w ich biznesie. |                                                    |                   |                               |                      |                      |     |
| 9 | Systemowy Crash System Crash                       | Rich Correll      | Tiffany Lo Ethel Lung         | 21 stycznia 2013     | 25 marca 2013        | 108 |
| Cleo, Amanda, Crash, Wyatt i przyjaciółka Amandy spędzają za dużo czasu przed urządzeniami elektrycznymi, więc pan Poulos chce im wytłumaczyć, że jest wiele ciekawszych rzeczy niż elektronika. Oni go nie słuchają. Problem występuje, gdy wysiada prąd w całej dzielnicy, nie ma internetu i telefony nie działają. Postanawiają stoczyć mecz footballowy. Nieobecni: Aaron Landon jako Pesto |                                                    |                   |                               |                      |                      |     |
| 10 | Wybranka Crasha Crash Crush                        | Dan Milano        | T. Sean Shannon               | 28 stycznia 2013     | 1 maja 2013          | 114 |
| Podczas urodzin Jasmine Crash zakochuje się w pewnej kukiełce i całkiem odchodzi od rzeczywistości. Crash chce go odwieść od wybranki. Tymczasem Mel i Cleo chcą dać Jasmine najlepszy prezent na urodziny. Nieobecni: Oana Gregory jako Amanda Bernstein, Aaron Landon jako Pesto |                                                    |                   |                               |                      |                      |     |
| 11 | Knypek Crash Shorty Crash                          | Brent Carpenter   | Jim Armogida Steve Armogida   | 4 lutego 2013        | 10 maja 2013         | 110 |
| Crash nie może wejść na kolejkę górską, gdyż jest za niski. Pan Poulos tłumaczy mu, że mali też mogą zrobić wiele rzeczy. Tymczasem Cleo daje Mel swoje perfumy przez co Mel ma fioletową twarz, a Amanda niszczy Wyattowi fryzurę. Chłopak musi coś zrobić gdyż nazajutrz ma zdjęcia w szkole. |                                                    |                   |                               |                      |                      |     |
| 12 | Uwolnić język Crasha Release the Crash             | Sean Mulcahy      | Erinne Dobson Shannon Fopeano | 11 lutego 2013       | 17 maja 2013         | 111 |
| 13 | Gotówka Crasha Cold Hard Crash                     | Sean Mulcahy      | Tim Brenner                   | 18 lutego 2013       | 24 maja 2013         | 112 |
| 14 | Sezon grypowy Crashtagion                          | Bruce Leddy       | David Nichols                 | 25 lutego 2013       | 31 maja 2013         | 113 |
| 15 | Porwanie Crasha Crash Jacked                       | Sean Mulcahy      | Clark Taylor                  | 4 marca 2013         | 4 września 2013      | 115 |
| 16 | Crash Kontra Flex Crash vs. Flex                   | Bruce Leddy       | Lisa K. Nelson                | 11 marca 2013        | 11 września 2013     | 116 |
| 17 | Crashus Maximus                                    | Sean Mulcahy      | Matt Price                    | 18 marca 2013        | 18 września 2013     | 117 |
| 18 | Crashowmania Crashlemania                          | Shelley Jensen    | Jim Armogida Steve Armogida   | 25 marca 2013        | 25 września 2013     | 118 |
| 19 | Komiksowy Crash Comic Book Crash                   | Shelley Jensen    | Jason Nash                    | 15 kwietnia 2013     | 2 października 2013  | 119 |
| 20 | Parada z Crashem Parade Crasher                    | Rich Correll      | Erinne Dobson Shannon Fopeano | 22 kwietnia 2013     | 9 października 2013  | 120 |
| 21 | Crash Pan Mądraliński Crashy McSmartypants         | Sean Mulcahy      | Mike Larsen                   | 25 czerwca 2013      | 16 października 2013 | 121 |
| 22 | Potwór Crash Monster Crash                         | Bruce Leddy       | David Nichols                 | 8 lipca 2013         | 22 października 2013 | 122 |
| 23 | Crash zadaje pytania Crash Asks Too Many Questions | Sean Mulcahy      | Eric Friedman                 | 15 lipca 2013        | 30 października 2013 | 123 |
| 24 | Crash mężczyzna Crash the Man                      | Sean Mulcahy      | Doc Kemker                    | 22 lipca 2013        | 23 października 2013 | 124 |
| 25-26 | Ucieczka Crasha Crash on the Run                   | Bruce Leddy       | Lisa K. Nelson Eric Friedman  | 9 września 2013      | 6 listopada 2013     | 125 |

### Seria 2: 2013–14
| Nr | Tytuł                                                      | Reżyseria        | Scenariusz                  | Premiera             | Premiera w Polsce | Kod |
| -- | ---------------------------------------------------------- | ---------------- | --------------------------- | -------------------- | ----------------- | --- |
| 27 | Prosto w nos The Nosejob Job                               | Bruce Leddy      | Eric Friedman               | 7 października 2013  | 8 lutego 2014     | –   |
| 28 | Fito-ween Health-o-ween                                    | Bruce Leddy      | Mike Larsen                 | 14 października 2013 | 8 lutego 2014     | –   |
| 29 | Crash ma dziecko Crash Is Having a Baby                    | Sean Mulcahy     | Steve Armogida Jim Armogida | 21 października 2013 | 15 lutego 2014    | –   |
| 30 | Złomiarz i Bernstein Trash & Bernstein                     | Hugh Martin      | Natalie Barbrie Tim Brenner | 28 października 2013 | 1 marca 2014      | –   |
| 31 | Braterstwo kontra Bractwo Frat Chance                      | Sean Mulcahy     | Jon Ross                    | 18 listopada 2013    | 22 lutego 2014    | –   |
| 32 | Od bohatera do zera Action Zero                            | Victor Gonzalez  | Doc Kemker                  | 19 listopada 2013    | 8 marca 2014      | –   |
| 33 | Jaki ojciec, taki fiolet Like Father, Like Purple          | Sean Mulcahy     | Mike Larsen                 | 20 listopada 2013    | 29 marca 2014     | –   |
| 34 | Wesołego Crashen-festu Merry Crashenfest                   | Sean Mulcahy     | Jon Ross                    | 3 grudnia 2013       | 15 marca 2014     | –   |
| 35 | Kwa, kwa, Crash Duck, Duck, Crash                          | Marian Deaton    | Shannon Fopeano             | 7 lipca 2014         | 30 sierpnia 2014  | –   |
| 36 | Ucieczka z wyspy Wielkiej Stopy Escape from Bigfoot Island | Bruce Leddy      | Doc Kemker                  | 18 lipca 2014        | 6 września 2014   | –   |
| 37 | Małpi interes Monkey Bussiness                             | Eric Dean Seaton | Natalie Barbrie Tim Brenner | 21 lipca 2014        | 13 września 2014  | –   |
| 38 | Wpuszczeni w kosmos Flushed in Space                       | Brent Carpenter  | Steve Armogida Jim Armogida | 28 lipca 2014        | 20 września 2014  | –   |
| 39 | Co dwie głowy to nie jedna Double Header                   | Marian Deaton    | Eric Friedman               | 11 sierpnia 2014     | 21 września 2014  | 213 |